# Tarik Zoubdi
 (mars 2022).
La mise en forme du texte ne suit pas les recommandations de Wikipédia : il faut le « wikifier ».
Les points d'amélioration suivants sont les cas les plus fréquents. Le détail des points à revoir est peut-être précisé sur la page de discussion.
- Les titres sont pré-formatés par le logiciel. Ils ne sont ni en capitales, ni en gras.
- Le texte ne doit pas être écrit en capitales (les noms de famille non plus), ni en gras, ni en italique, ni en « petit »…
- Le gras n'est utilisé que pour surligner le titre de l'article dans l'introduction, une seule fois.
- L'italique est rarement utilisé : mots en langue étrangère, titres d'œuvres, noms de bateaux, etc.
- Les citations ne sont pas en italique mais en corps de texte normal. Elles sont entourées par des guillemets français : « et ».
- Les listes à puces sont à éviter, des paragraphes rédigés étant largement préférés. Les tableaux sont à réserver à la présentation de données structurées (résultats, etc.).
- Les appels de note de bas de page (petits chiffres en exposant, introduits par l'outil «  Source ») sont à placer entre la fin de phrase et le point final[comme ça].
- Les liens internes (vers d'autres articles de Wikipédia) sont à choisir avec parcimonie. Créez des liens vers des articles approfondissant le sujet. Les termes génériques sans rapport avec le sujet sont à éviter, ainsi que les répétitions de liens vers un même terme.
- Les liens externes sont à placer uniquement dans une section « Liens externes », à la fin de l'article. Ces liens sont à choisir avec parcimonie suivant les règles définies. Si un lien sert de source à l'article, son insertion dans le texte est à faire par les notes de bas de page.
- La présentation des références doit suivre les conventions bibliographiques. Il est recommandé d'utiliser les modèles {{Ouvrage}}, {{Chapitre}}, {{Article}}, {{Lien web}} et/ou {{Bibliographie}}. Le mode d'édition visuel peut mettre en forme automatiquement les références.
- Insérer une infobox (cadre d'informations à droite) n'est pas obligatoire pour parachever la mise en page.

Pour une aide détaillée, merci de consulter Aide:Wikification.
Si vous pensez que ces points ont été résolus, vous pouvez retirer ce bandeau et améliorer la mise en forme d'un autre article.
 (mars 2022).
Si vous disposez d'ouvrages ou d'articles de référence ou si vous connaissez des sites web de qualité traitant du thème abordé ici, merci de compléter l'article en donnant les références utiles à sa vérifiabilité et en les liant à la section « Notes et références ».
Tarik Zoubdi né le 22 février 1982, est un architecte marocain, diplômé de l'École nationale d'architecture en 2006, et titulaire d’un « Master of resilient, sustainable, and smart building and cities » de l'Université Mohammed VI Polytechnique en 2020.
Son atelier d’architecture TZA a été fondé en 2008.
En 2018, il remporte avec Mounir Benchekroun le Prix du jury et celui du public aux Architizer A+Awards dans la catégorie « Primary and High school » à New York, et le Prix du meilleur bâtiment éducatif et culturel aux « Arab Architects Awards » à Beyrouth.
Depuis 2019, il est enseignant à l’École d’architecture de l’Université internationale de Rabat.
Tarik Zoubdi a été nommé directeur de SAP+D, (School of Architecture Planning & Design) de l'UM6P (Université Mohammed 6 Polytechnique) en janvier 2025.

## Vision de l’architecture

### Définition de l'architecture
Tarik Zoubdi définit l’architecture comme « La traduction spatiale poétique et bienveillante des aspirations humaines à une vie meilleure ».

### Rapport au patrimoine architectural
Le plus important dans la sauvegarde du patrimoine, c’est que celle-ci ne doit pas se résumer à de la « chirurgie plastique ». Tout en respectant la mémoire des lieux, l’intervention sur le patrimoine doit faire évoluer la vocation des bâtiments historiques, pour maintenir leur utilité et éviter qu’ils ne deviennent des « objets folkloriques » figés dans le passé.

### Rapport à la matérialité
Son architecture revendique la nécessité d’échapper à «l’obsolescence programmée» des bâtiments, en favorisant les matériaux les plus résistants. Il défend la recherche d’une certaine «vérité» dans la matérialité de ses projets, en refusant «l’architecture de faux-semblants» (faux bois, fausse pierre, faux marbre…).

## Principales réalisations

### Projets achevés

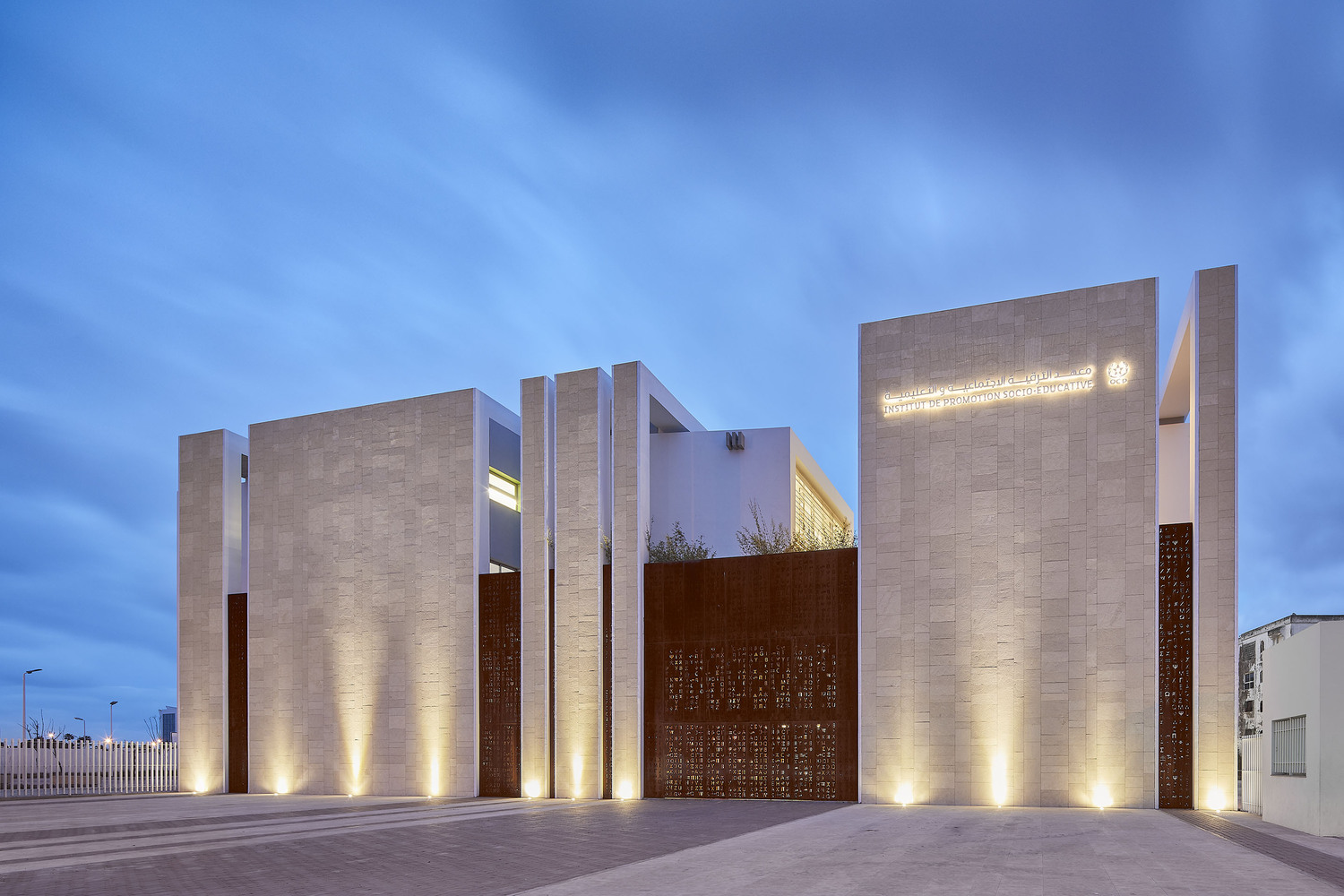
Wall of knowledge, (IPSE Collège à El Jadida)

2017-2019 : Construction de l’Institut de promotion socio-éducative (IPSE) Lycée à El Jadida, OCP (Concrete Phrontistery).
2015-2017 : Construction de l’Institut de promotion socio-éducative (IPSE)  Collège à El Jadida, OCP (Wall of knowledge).

### Projets en cours
Projet de construction de 240 logements sociaux: Les jardins de Ben Msik, à Casablanca.
Projet de construction du siège régional de la banque centrale du Maroc: Bank Al Maghrib, à Er-rachidia.

## Distinctions et nominations
2022 : Prix aux Young Moroccan Architecture Awards dans la catégorie "Enseignement secondaire et supérieur".
2022 : Prix aux Young Moroccan Architecture Awards dans la catégorie "Prix spécial Zevaco" .
2022 : Nommé aux Arab Architects Awards dans la catégorie "Logement social " .
2021 : Sélectionné parmi les quatre finalistes dans la catégorie "Best in Africa" de Architizer 2021 A+Firm Awards.

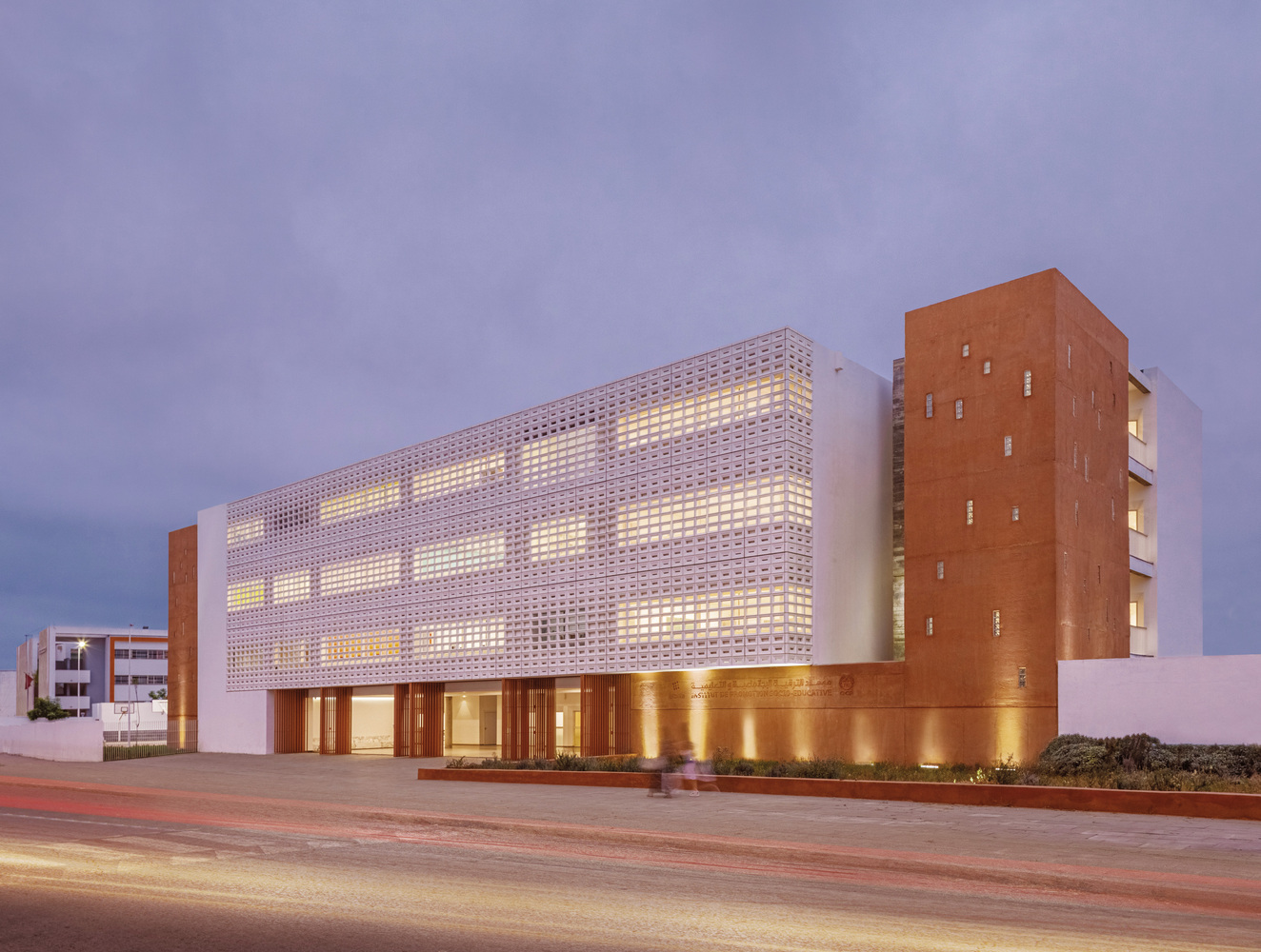
Concrete Phrontistery, (IPSE Lycée à El Jadida)

2020 : Sélectionné parmi "Archello’s Best Projects of 2020".

2020 : Sélectionné parmi "Best Archilovers 2020".
2019 : "Golden A' design Award" Como/ Italie.
2018 : Haute recommandation pour le "Middle East Architect Awards 2018" dans la catégorie "Public Sector and Education Project of the Year".
2018 : Prix du jury aux Architizer A+Awards 2018 dans la catégorie " Primary and High school ".
2018 : Prix du public aux Architizer A+Awards 2018 dans la catégorie " Primary and High school ".

## Publications
2021 : "Educational Medina", Architecture D’Aujourd’hui (’A’A’), Page 140, N°404, France.
2020 : "Mur de la connaissance El Jadida-Morocco",African Cities Magazine, Page 38-39, Première Edition.
2019 : "Architizer: The World's Best Architecture 2018", Phaidon, London/UK.
2019 : "Ici se dessine le Maroc de demain", Le point, Page 51, N°2445.
2019 : "Muraille du savoir", Afrique Magazine, Page 91, N°389 -Février, Paris /France.
2019 : "La muraille du savoir fait sensation", A+E, Pages 66-69, N°12 - Casablanca / Maroc.
2019 : " Je crois en une architecture contextuelle ", Deco Actuelle, Pages 52-53-54, N°83 Janvier/Février, Casablanca / Maroc.
2018 : "Institute for Socio-Educative Promotion (Wall Of Knowledge)", Arab Architects Awards book, First edition 2018 Universal, pages 92-97, Beyrouth/Liban.
2018 : "Allégorie du savoir", Maisons du Maroc, N°: 135- Page 30-31, Maroc.
2008 : "La maison des architectes ", Architecture du Maroc , Pages 20-26, N°18 - Casablanca / Maroc.
2004 : "Concours bois: l’aventure continue", Architecture du Maroc , Pages 89-93, N°18 - Casablanca/ Maroc.

## Interviews télévisées
Interview dans le cadre de la série Jeunesse du Royaume: Le cœur battant, Al Aoula, 1re chaîne nationale au Maroc.

## Conférences
2022 : "Foresight, Design & Urban Planning ", conférencier, ICESCO.
2021 : "Local architecture & heritage in Morocco", Conférencier, Organization of Arab Architects.
2021 : "50 nuances d’ocre", conférencier, Université internationale de Rabat.
2021 : "Partage d’expérience", conférencier, C14: Collectif du 14 Janvier.
2020 : "Architecture for Knowledge", Conférencier, ArchiNet, Saudi Arabia.
2019 : "L'éthique dans la pratique architecturale", conférencier, École nationale d'architecture de Rabat-Maroc.
2018 : "Partage d’expérience", conférencier, École nationale d'architecture de Rabat-Maroc.